# Espelho espacial
Os espelhos espaciais são uma ideia proposta por cientistas norte-americanos e russos. Eles dizem que os espelhos, juntos, seriam capazes de refletir, a baixo custo, luz equivalente à de 50 ou mais luas cheias (equivalente a luz de um fim de tarde), o suficiente para iluminar nossas noites.
Os espelhos, cada um com cerca de 800 m de largura, seriam colocados em uma órbita geoestacionária, permanecendo sempre sobre a mesma região da Terra, iluminando uma área de 300 a 500 quilômetros quadrados. Os espelhos seriam controlados por computadores, que poderiam também direcioná-los para outras regiões ou mesmo "desligá-los".
Feitos de plástico aluminizado, poderiam facilmente ser dobrados e transportados por ônibus espacial, como o Colúmbia ou o Endeavour.
Mas esse projeto terá de vencer algumas grandes dificuldades. Quem saberia avaliar o tipo de impacto ecológico que a colocação desses espelhos poderia trazer para plantas e animais? E como se comportariam as comunidades mais afastadas, como as indígenas, que vivem nas florestas? Como ficariam as pesquisas desenvolvidas pelos observatórios astronômicos do mundo todo, que já sofrem bastante com a forte iluminação das grandes cidades?
Segundo os cientistas, uma iluminação noturna poderia ser bastante útil no caso de acidentes nas estradas ou de falta de energia elétrica em alguma cidade. Muitas vidas seriam salvas e muitos problemas evitados, mesmo que o preço fosse a perda da beleza do céu noturno.